# Richard Roth
Richard ("Dick") William Roth (Palo Alto, 26 de setembro de 1947) é um ex-nadador dos Estados Unidos. Ganhador de uma medalha de ouro nos Jogos Olímpicos de Tóquio em 1964.
Foi recordista mundial dos 200 metros medley entre 1964 e 1966, e dos 400 metros medley entre 1964 e 1968.